# Шмарјета при Цељу
Шмарјета при Цељу (словен. Šmarjeta pri Celju) је насељено место у општини Цеље, Савињска регија, Словенија.

## Историја
До територијалне реорганизације у Словенији била је у саставу старе општине Цеље.

## Становништво
У попису становништва из 2011. године, Шмарјета при Цељу имала је 219 становника.
| Број становника према пописима | Број становника према пописима | Број становника према пописима |
| ------------------------------ | ------------------------------ | ------------------------------ |
| 1991                           | 2002                           | 2011                           |
| 177                            | 196                            | 219                            |

Напомена: До 1964. исказивано под именом Света Марјета.